# Sandıklı
Sandıklı ist ein Landkreis in der Provinz Afyonkarahisar im Südwesten der Türkei. Verwaltungszentrum (Merkez) ist die gleichnamige Stadt Sandıklı. Sie beherbergt über 63 Prozent der Landkreisbevölkerung und gliedert sich in 13 Mahalle. Die Stadt liegt etwa 60 km südlich der Provinzhauptstadt Afyonkarahisar an der D650 nach Burdur.
Der Landkreis liegt im Westen der Provinz und grenzt an die Provinz Denizli. Neben der Kreisstadt besteht er aus der Kleinstadt/Gemeinde (Belediye) Akharım (2660 Einwohner / 3 Mahalle) und 56 Dörfern (Köy), von denen 23 mehr Einwohner als der Durchschnitt (311) haben. Örenkaya (1325 Einwohner) und Reşadiye (1002) sind die größten, das kleinste Dorf (Asmacık) zählt nur 12 Einwohner und ist zugleich das kleinste der Provinz Afyonkarahisar.
Im Mai 1990 wurden vom Landkreis 30 Dörfer abgetrennt: 20 Dörfer zur Bildung des neuen Landkreises Hocalar und 10 Dörfer zur Bildung des neuen Landkreises Kızılören.

## Geografie
Sandıklı ist von Bergen umgeben. Im Norden liegt der Berg Ahir Dağı, im Westen der Bulkazdağı, im Süden der Akdağı und im Osten der Kumalardağı.

## Sehenswürdigkeiten
Der Ort ist für seine Heilbäder bekannt, die etwa acht Kilometer vom Stadtzentrum entfernt liegen. 15 km nördlich der Kreisstadt befindet sich die Örenler-Talsperre.